# Herba del mal estrany

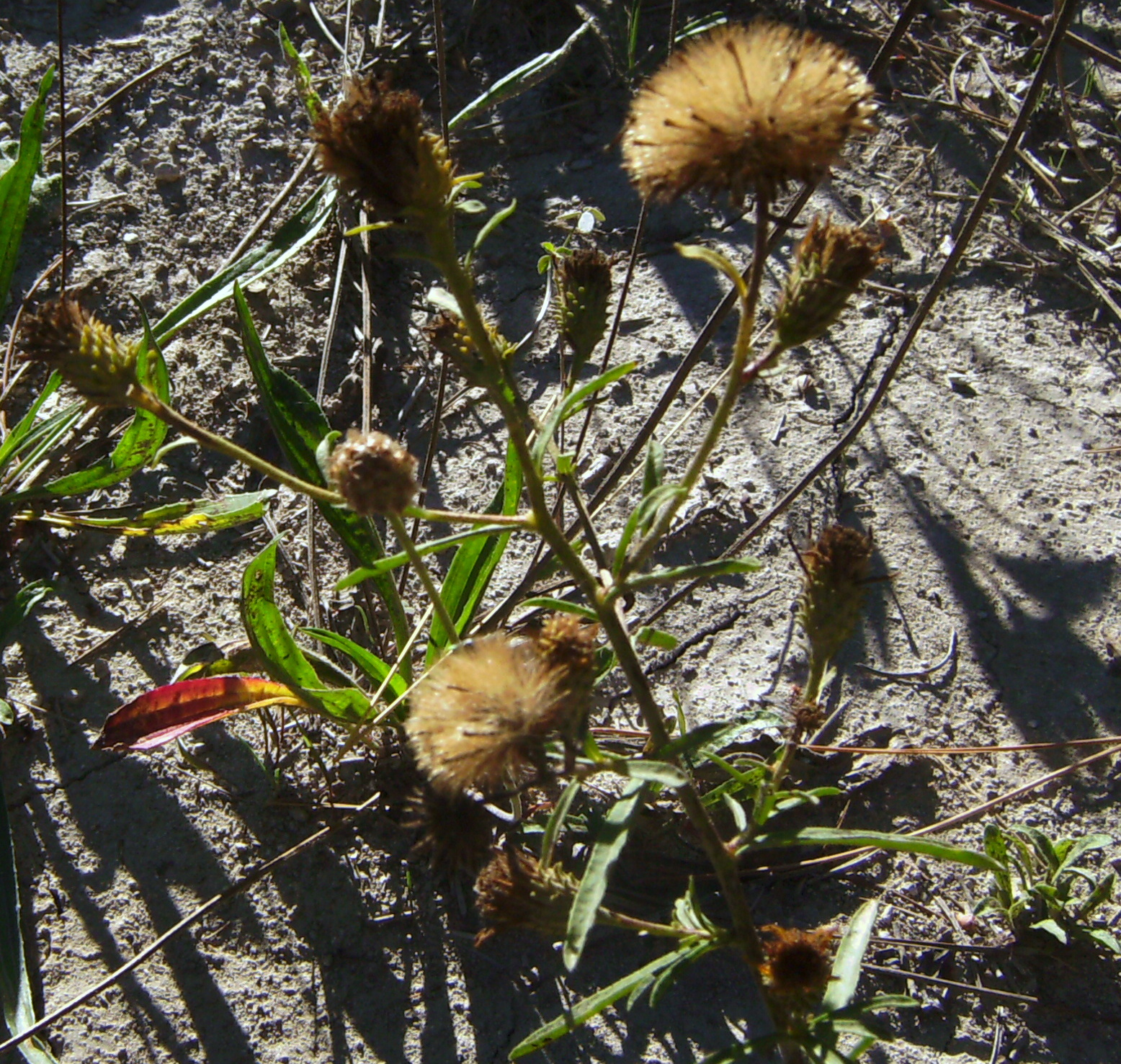
J. tuberosa fructificada

L'herba del mal estrany o rabasseta (Jasonia tuberosa) és una planta herbàcia, aromàtica, de la família de les asteràcies del mateix gènere que el te de roca (Jasonia glutinosa) i que també serveix per a fer una infusió, encara que generalment no tan apreciada com la del te de roca. La seva distribució és únicament a la península Ibèrica i en part de la França mediterrània. Als Països Catalans, només es troba a Catalunya i en alguns punts del País Valencià des del nivell del mar fins als 1.500 metres.

## Descripció
Herba erecta de 10 a 40 cm d'alt, sovint amb diverses tiges; tiges més o menys lignificades a la base, fulles sèssils, linear-lanceolades; capítols de 15-20 mm; flors grogues; aquenis pilosos. Floreix de juny a setembre, les flors perifèriques són ligulades.

### Hàbitat
Creix en concavitats del terreny, humides en temps de pluja, de sòl margós o argilós en terreny calcari.